# 扎哈·哈迪德建筑事务所
扎哈·哈迪德建筑事务所（英語：Zaha Hadid Architects）是一家国际建筑事务所，于1980年由著名建筑师扎哈·哈迪德成立。该事务所总部设于英国伦敦市克勒肯维尔区，在全球拥有来自55个国家的450名人员。

## 建筑工程

### 概念性项目
| 项目                    | 年份 | 地点                         |
| ----------------------- | ---- | ---------------------------- |
| 普莱斯大楼综合扩建项目  | 2002 | 美国俄克拉荷马州巴特尔斯维尔 |
| 古根汉冬宫博物馆        | 2007 | 立陶宛维尔纽斯               |
| 卡尔塔儿-彭迪克总体规划 | 2006 | 土耳其伊斯坦布尔             |
| 塞尔维塔方塔            | 2006 | 匈牙利布达佩斯               |

### 已竣工項目
| 项目                 | 年份 | 地点             |
| -------------------- | ---- | ---------------- |
| 维特拉消防站         | 1993 | 德国莱茵河畔魏尔 |
| 奥奈姆点站和停车场   | 2001 | 法国奥奈姆       |
| 伯吉瑟尔滑雪台       | 2002 | 奥地利因斯布鲁克 |
| 广州大剧院           | 2002 | 中国广州         |
| 东大门设计广场       | 2014 | 韩国首尔         |
| 南京国际青年文化中心 | 2015 | 中国南京         |
| 新国立竞技场         | 2019 | 日本东京         |
| 北京大兴国际机场     | 2019 | 中国北京、廊坊   |
| The Henderson        | 2024 | 香港中環         |

### 正在進行和未來的項目
- 伊拉克巴格達伊拉克中央銀行塔（英语：Central Bank of Iraq Tower） (預計2022年完工)
- 伊朗德黑蘭Fereshteh Pasargad Hotel (預計2022年完工)
- 捷克布拉格布拉格中央商務區 (預計2023年完工)[8]
- 台灣新北市淡江大橋 (預計2025年完工)
- 印度孟買新孟買國際機場（英语：Navi Mumbai International Airport） (第一階段將於2024年完工)
- 澳洲悉尼西悉尼機場 (第一階段將於2026年完工)
- 中國重慶市重慶江北國際機場T3B航廈
- 中國深圳市Oppo總部 (預計2025年完工)
- 愛沙尼亞塔林2023塔林港舊港城總體規劃 (預計2030年完工)[9]
- 中國成都市獨角獸島（英语：Unicorn Island）開發計畫
- 中國成都市創業會展中心[10]
- 中國深圳市深圳灣超級總部基地C塔(預計2027年完工)[11]
- 中國香港大埔西貢北十四鄉西沙Go Park（2024年完工）
- 杭州国际金融中心（预计2026年完工）
- 杭州国际体育中心（预计2027年完工）
- 杭州未来国际演艺中心（预计2028年完工）